# Shane Perkins
Shane Perkins (Melbourne, 30 de desembre de 1986) és un ciclista rus d'origen australià especialitzat en el ciclisme en pista. Medallista olímpic, també s'ha proclamat Campió del món en Keirin i en Velocitat per equips.
El 2017 va decidir nacionalitzar-se rus amb la intenció de participar en els Jocs Olímpics de 2020.

## Palmarès
- 2004
  -  Campió del món júnior en Velocitat
  -  Campió del món júnior en Keirin
- 2007
  - 1r als Jocs d'Oceania en Velocitat
  - Campió d'Oceania en velocitat per equips (amb Daniel Ellis i Ryan Bayley)
  -  Campió d'Austràlia en Velocitat per equips (amb Mark French i Joel Leonard)
- 2008
  - Campió d'Oceania en keirin
  - Campió d'Oceania en velocitat per equips (amb Daniel Ellis i Scott Sunderland)
  -  Campió d'Austràlia en Velocitat per equips (amb Mark French i Shane Kelly)
- 2009
  -  Campió d'Austràlia en Velocitat
  -  Campió d'Austràlia en Velocitat per equips (amb Jason Niblett i Joel Leonard)
  -  Campió d'Austràlia en Keirin
  -  Campió d'Austràlia en Kilòmetre
- 2010
  - 1r als Jocs de la Commonwealth en Velocitat
- 2011
  -  Campió del món de Keirin
  -  Campió d'Austràlia en Velocitat
  -  Campió d'Austràlia en Keirin
- 2012
  -  Medalla de bronze als Jocs Olímpics de Londres en Velocitat individual
  -  Campió del món en Velocitat per equips (amb Scott Sunderland i Matthew Glaetzer)
- 2014
  -  Campió d'Austràlia en Keirin

### Resultats a laCopa del Món
- 2006-2007
  - 1r a la Classificació general i a la prova de Manchester, en Keirin
- 2008-2009
  - 1r a la Classificació general i a la prova de Melbourne, en Velocitat
- 2009-2010
  - 1r a Melbourne, en Velocitat
  - 1r a Melbourne, en Velocitat per equips
- 2010-2011
  - 1r a Melbourne, en Velocitat
- 2017-2018
  - 1r a Santiago de Xile, en Velocitat per equips